# Knatten
Knatten (engelska: Stuart Little) är en barnbok av E.B. White som publicerades 1945. Översatt till svenska av Stina Hergin 1952. Den räknas som en av tidernas mest populära barnböcker. 
Boken filmatiserades 1999 som Stuart Little och blev en stor framgång också som film, något som gav upphov till två uppföljare och en animerad TV-serie.

## Handling
Boken handlar om New York-familjen Little som får en son, Stuart, som ser ut som en mus. 

### Fotnoter
1. ↑  Adrian Hennigan (1 november 2001). ”Kids' Stuff” (på engelska). BBC. http://www.bbc.co.uk/films/2001/11/01/kids_stuff_article.shtml. Läst 3 september 2016.